# Mallophora armata
Mallophora armata är en tvåvingeart som beskrevs av Artigas och Angulo 1980. Mallophora armata ingår i släktet Mallophora och familjen rovflugor.
Artens utbredningsområde är Paraguay. Inga underarter finns listade i Catalogue of Life.